# Лишение гражданства
Лишение гражданства (денатурализация) — юридическая мера, реализуемая по воле государства для прекращения гражданства лица вне зависимости от его желания. В связи с этим следует отличать лишение гражданства от отказа от гражданства — добровольного выхода из гражданства. Процесс денатурализации является обратным от натурализации (процесса приобретения гражданства).
Лишение гражданства является наказанием за действия, которые государство считает преступными, в частности за мошенничество при получении гражданства или за участие в террористической деятельности. Денатурализация может рассматриваться как нарушение права человека на гражданство. Процедура лишения государством лица гражданства рассматривается как крайняя мера и нежелательное явление. Прежде всего это обусловлено историческими примерами, когда лишение гражданства использовалось для борьбы с политическими оппонентами или дискриминируемыми этническими группами.
Международные соглашения и конвенции, среди которых Всеобщая декларация прав человека, Конвенция о сокращении безгражданства, Европейская конвенция о гражданстве, не предполагают запрет на проведение государствами денатурализации, однако устанавливают требования для надлежащего правового обоснования такого решения.

## История
Лишение гражданства можно считать современной формой изгнания, использование которого уменьшилось после появления тюрем и с сокращением территорий не находящихся под суверенитетом какого-либо государства (так называемых «ничейных земель»). Процедура лишения гражданства известна со времён античности. Тогда лишение гражданства для человека было равносильно социально-политической смерти. Современная практика денатурализации начала развиваться в конце XIX века. Германская империя применяла лишение гражданства для всех эмигрантов, находившихся за границей в течение 10 лет. Французское законодательство допускало лишение гражданства с конца XIX века, но такая практика редко использовалась вплоть до начала Первой мировой войны.
В большей части западного мира законы о денатурализации были приняты в начале XX века. В 1906 году вступил в силу закон натурализации 1906 года в США, в 1915 и 1927 годов принимались законы во Франции, а в 1914 и 1918 годах — законы о британском гражданстве и статусе иностранцев. В ходе Первой мировой войны произошло увеличение практики лишения гражданства, которое применяли почти все воюющие стороны. Во многих случаях политическое инакомыслие (в частности коммунистические воззрения) или подозрение к симпатии к вражеской стране являлись причиной лишения гражданства.
Пик денатурализации пришелся на первую половину XX века. Лишение гражданства по этническому принципу сопровождалось массовым изгнанием и перемещением населения во время двух мировых войн. Два миллиона «белых эмигрантов» — поданных Российской империи, были денатурализованы и лишены гражданства Советской Россией в 1921 году. В западном мире денатурализация практически исчезла после Второй мировой войны. Послевоенные попытки массово лишить гражданства жителей США и Канады японского происхождения потерпели неудачу из-за судебных решений и изменений в общественном мнении. Постановления судов в США и Франции ограничили полномочия правительств по лишению гражданства. Одним из аргументов в пользу уменьшения практики лишения гражданства является усиление мер по соблюдению прав человека и борьба с безгражданством. Великобритания, которая имеет высокий уровень денатурализации в XXI, никого не лишала гражданства в период с 1973 по 2002 год. В 2002 году в Соединённом Королевстве произошли изменения в законодательств, позволившие министру внутренних дел лишать гражданства без прохождения процесса независимой проверки, после чего произошел всплеск числа лишений гражданства в стране.
Террористические акты 11 сентября 2001 года вызвали виток борьбы с терроризмом. Правительства начали уменьшать любые юридические препятствия необходимые для борьбы с террористической угрозой. Изгнание неграждан со своей территории рассматривалось как один из инструментов для нейтрализации опасности от тех людей, которые считались угрозой национальной безопасности. Для этого было введено и расширено законодательство в области лишения гражданства. Странами, которые ввели, расширили, возродили или рассмотрели законы о денатурализации, стали: Австрия, Австралия, Германия, Египет, Канада, Норвегия, Нидерланды, Франция и страны Персидского залива.

## Международные соглашения

Статус Европейской конвенции о гражданстве по странам:
Ратифицирована
Только подписана
Не подписана

В 1948 году Генеральной Ассамблеи ООН была принята Всеобщая декларация прав человека, где в 15-м пункте утверждалось, что «никто не может быть произвольно лишен своего гражданства».
Принятая в 1997 году и вступившая в силу Европейская конвенция о гражданстве определяет 7 причин, по которым государства-участники соглашения могут лишать лиц гражданства. К ним относятся:
1. добровольное приобретение гражданства другого государства;
2. приобретение гражданства путём мошенничества и предоставления ложной информации;
3. добровольная служба в вооружённых силах иностранного государства;
4. действия, причиняющее серьёзный ущерб жизненно важным интересам государства;
5. отсутствие реальной связи между государством и гражданином, проживающим за границей на постоянной основе;
6. если в период несовершеннолетия ребёнка устанавливается, что предусмотренные внутренним законодательством условия, которые позволили приобрести гражданство государства-участника ex lege, более не выполняются;
7. усыновление ребёнка, если ребёнок приобретает или имеет иностранное гражданство одного или обоих усыновляющих его родителей.

## Последствия
Денатурализация не обязательно приводит к тому, что человек теряет право законного проживания в стране, которая аннулирует его гражданство. Лишённые гражданства лица зачастую вынуждены возвращаться в страны, с которыми они не слишком связаны, что влечёт далеко идущие последствия для их благополучия, семейной, профессиональной и социальной жизни. Страна, в которую такие лица будут депортированы, может отказаться принять их, например, если она не признает их своими гражданами. Процедура депортации лишённых гражданства может сопровождаться длительным судебным разбирательствам. Лишение гражданства лица находящегося за границей обычно препятствует его возвращению обратно в эту самую страну. Применительно к целым этническим группам лишение гражданства использовалось как часть мероприятий для поощрения эмиграции из страны. В прошлом лишение гражданства было основной причиной безгражданства.
Дискуссионным вопросом является отнесение денатурализация к уголовной санкции или неуголовной мерой национальной безопасности. Некоторые правительства могут использовать процедуру временного лишения гражданства для запрета въезда в страну своим гражданам или аннулирование паспорта, которое используется с той же целью.

## Объекты и причины лишения гражданства
Денатурализация часто объясняется государством как то, что гражданство является привилегией и может быть отозвано в любой момент. Среди преследуемых целей денатурализации является избавления от нелояльных, членов террористических и экстремистских организаций, а также повышение престижа гражданства за счёт избавления от «недостойных». Денатурализация имеет важное значения в дискурсе представителей концепции секьюритизации, поскольку в её рамках угроза безопасности исходит из-за рубежа. Объекты денатурализации могут представляются как иностранцы, даже если они родились и выросли в стране, лишившей их гражданства.
В либерально-демократических государствах денатурализация является редкостью по сравнению с количеством натурализаций.

### Этнические меньшинства
Румынские евреи были лишены гражданства с 1864 года по 1879 год во время процесса эмансипации евреев, что вызвало международный протест и конкретные меры по защите румынских евреев при подписании Берлинского трактата 1878 года. В Австро-Венгрии произвольному лишению гражданства были подвержены цыгане.
Распад Австро-Венгерской, Российской и Османской империй после Первой мировой войны и замена их национальными государствами начал процесс размежевания народов, сопровождавшемся массовыми изгнаниями и отнесением этнических меньшинств к гражданам второго сорта. После геноцида армян в Османской Империи в Турции продолжили политику тюркизации в Малой Азии -- на практике это означало сложности или невозможность получения гражданства бывшими османскими подданными, находившимися за границей, большинство которых составляли этнические меньшинства. Все люди, подвергшиеся греко-турецкому обмену населением, потеряли своё первоначальное гражданство. Практика лишения гражданства в отношении преимущественно представителей этнических меньшинств в Турции была формализована серией указов в 1920-х и 1930-х годах, и во время Второй мировой войны происходила в форме несодействия гражданам, находившимся в процессе утраты гражданства по причине длительного ненахождения на консульском учёте, в его восстановлении. В 1943 году 93 % лишённых своего гражданства в Турции были евреями, что подвергало их высокому риску смерти в период Холокоста. Вторая Чехословацкая республика лишила гражданства евреев, бежавших или изгнанных из Судетской области, которая была аннексирована Германией в 1938 году. В том же году Польша, которая пыталась сократить своё еврейское население, приняла закон, лишавший гражданства евреев, проживающих за границей.
В 1935 году евреи в Германии согласно Нюрнбергским расовым законам окончательно лишились права на гражданство. Всего за время существования Третьего рейха гражданства было лишено 39 006 человек. При этом последний указ о лишении гражданства был опубликован за месяц до капитуляции Германии — 7 апреля 1945 года. Больше половины от числа лишённых гражданства были евреями. В оккупированной Германией Европе евреи, сохранившие гражданство нейтральной страны или страны Оси, часто были защищены от депортации и смерти, в то время как лица без гражданства подвергались повышенному риску. Режим Виши лишил гражданства 15 тысяч человек, в том числе 6 тысяч евреев; порядка тысячи из этих евреев были убиты. Закон Виши о денатурализации был отменён после окончания войны. Евреи в Венгрии, Румынии, французском Алжире и Италии также были лишены гражданства.
По меньшей мере 8 миллионов немцев были изгнаны и лишены гражданства после Второй мировой войны. В 1949 году Шри-Ланка лишила гражданства индийских тамилов и попыталась депортировать их в Индию. В условиях апартеида в ЮАР миллионы чернокожих были лишены гражданства и стали гражданами так называемых «бантустанов». Греция поощряла эмиграцию македонцев и турок, а после их отъезда лишала их гражданства. В соответствии с законом о гражданстве Бирмы от 1982 года без гражданства остались представители народа рохинджа, что рассматривается как элемент политики геноцида в отношении данной этнической группы. Ряд стран после падения коммунистических режимов лишали гражданства людей, не принадлежащих к доминирующей этнической группе. В Словении эти люди известны как «Стёртые».
К XXI веку денатурализация по расовому или этническому признаку подверглась осуждению. Начиная с 2013 года около 200 тысяч жителей Доминиканской Республики гаитянского происхождения были лишены своего гражданства. Такое решение было раскритиковано на международном уровне, поскольку власти Доминиканской Республики подозревали в желании сократить количество чернокожих гаитян в стране. В 2019 году почти 2 миллиона человек, что составляет 6 % населения индийского штата Ассама, были исключены из Национального реестра граждан Индии. Наибольшему риску лишения гражданства в Индии подвержены бенгальские мусульмане.

### Политические диссиденты
После прихода к власти в Германии нацистов был принял «Закон об отмене натурализации и лишении немецкого гражданства». Изъятию гражданства подтвердились противники нацистского режима — коммунисты и социал-демократы. В начале и середине XX Соединенные Штаты часто использовали практику лишения гражданства против иммигрантов являющимися анархистами или членами Коммунистической партии США. Примером такой политики является анархистка Эмма Гольдман. В 1920 году она была депортирована в Финляндию в составе группы из более чем 200 человек. Наказание в виде высылки за убеждения критикуется как нарушающая первую поправку к конституции США и неоднократно приводило к судебным искам.
На использование практики лишения гражданства западными демократиями ссылаются представители авторитарных государств, которые используют денатурализацию как инструмент политических репрессий.

### Террористы и иностранные боевики
Лишение гражданства используется против людей, обвиняемых в терроризме или вооружённых действиях от лица другого государства. Добровольное участие граждан в иностранном военном конфликте может быть основанием для лишения гражданства. В частности процедуре денатурализации подверглись добровольцы во время гражданской войне в Испании или граждане некоторых арабских государств, в том числе Усама бен Ладена, который участвовал в советско-афганской войне. Практика лишения гражданства на этом основании расширилась в XXI веке из-за увеличения террористических атак в Европе и лиц, отправляющихся на Ближний Восток, чтобы воевать на стороне группировки «Исламское государство». Лишение гражданства и отказ в возвращении являются частью политики национальной безопасности в ряде стран. В некоторых странах денатурализация может быть применена только после осуждения за преступление, связанное с терроризмом; при этом в ряде юрисдикций обвинительный приговор не требуется, что на практике приводит к тому, что лишённые гражданства лица не были осуждены за преступление.
В научной мире вопрос эффективности контртеррористической меры посредством лишения гражданства является дискуссионным. Критики утверждают, что это может привести к дополнительной маргинализации и дальнейшей радикализации пострадавшего человека или его общины. По словам исследователя в области борьбы с терроризмом Дэвида Мале: «Усама бен Ладен является примером безрассудства лишения иностранного боевика гражданства и дистанцированием, будто этот человек больше не является вашей проблемой». Другим следствием лишения гражданства является ухудшение отношений с третьими странами, которые могут рассматривают это как незаконную попытку экспорта террористических рисков. Турция отказывается принимать у себя иностранных боевиков, лишённых гражданства европейскими странами, имея прецеденты депортации таких лиц обратно в страны их происхождения.
В 2019 году Министерство внутренней безопасности США использовало программное обеспечение ATLAS, работающее в Amazon Cloud, для сканирования 16,5 миллионов профилей и выбрав около 124 тысяч из них для ручного анализа и проверки сотрудниками Службы гражданства и иммиграции на предмет возможного лишения гражданства. Некоторые полученные сведения поступили из базы данных по проверке террористов и Национального центра информации о преступности. Алгоритм и критерии алгоритма при этом были засекречены, а информация о проведении таких мероприятий стали известны благодаря усилиям общественных организаций.

### Незаконное получение гражданства
Многие страны допускают лишения гражданства в случаях мошенничества в процессе получения гражданства. По словам ученого-правоведа Одри Маклин, «логика лишения гражданства за мошенничество или введение в заблуждение заключается в том, что оно устраняет последствия вводящего в заблуждение поведения». Данная причина является наименее спорной формой лишения гражданства, даже если она приводит к безгражданству. Известны примеры лишения гражданства США и Канады за совершение военных преступления во время Второй мировой войны и солгавших в своих заявлениях о принятии в гражданство. Такие случаи привлекли широкое внимание средств массовой информации, но были относительно редки.
В деле «Рамадан против Мальты» (2016) Европейский суд по правам человека счёл законными действия властей Мальты по лишению гражданства, полученного в результате фиктивного брака.

### Потеря связей с родиной
По состоянию на 2014 года более десятка стран Европейского союза предусматривают лишение гражданства, если лицо проживает за границей в течение длительного периода. Некоторые страны предусматривают автоматическую утрату гражданства, если человек поступает на иностранную военную или государственную службу. Другие страны запрещают своим гражданам иметь множественное гражданство, поэтому, если человек приобретает гражданство другой страны, то он автоматически лишается гражданства.
До 1918 года большинство стран лишали гражданства женщин, вышедших замуж за иностранцев. В течение десятилетия после Первой мировой войны 18 стран отменили обязательную потерю гражданства таким женщинам. Некоторые страны продолжают лишать гражданства женщин, вышедших замуж за иностранцев, что может привести к безгражданству.
Канада лишает гражданства тех, кто родился за границей от канадских родителей после достижения ими 28-летнего возраста. До того, как им исполнится 28 лет, лица, родившиеся за пределами Канады, могут подтвердить своё гражданство. Однако поскольку это положение малоизвестно, то оно приводит к тому, что канадцы, в том числе лица, проживающие в Канаде, теряют своё гражданство. Утратившие гражданство Канады также не могут передать свое гражданство своим детям, что может привести к безгражданству при рождении.

### Другие случаи
Согласно британскому Закону об иммиграции, убежище и гражданстве 2006 года, министр внутренних дел может лишить британского гражданства, если «убежден, что такое лишение способствует общественному благу». Расплывчатая формулировка этого положения является предметом широкой общественной критики. Правовед Одри Маклин считает, что закон «позволяет изъятие гражданства при отсутствии у государства основательных доказательств для судебного преследования человека за совершение любого преступления».

## Права человека
В своей книге «Истоки тоталитаризма» (1951) философ Ханна Арендт связала гражданство с «правом иметь права». В 1955 году она заявила, что «ни одно государство, каким бы драконовским ни было его законодательство, не должно иметь права лишать гражданства». Политолог Патрик Вейл и правовед Николас Хэндлер считают, что «уверенность в неизменности своего гражданства является краеугольным камнем послевоенного европейского либерального политического порядка». Существует также убеждение, что денатурализация, приводящая к безгражданству, не совместима с международным правом в области прав человека.
В результате лишения гражданства может быть нарушено право лица на невыдачу или принцип по которому никто не должен дважды нести наказание за одно преступление. Лишение гражданства во время нахождения лица за границей поднимает дополнительные вопросы с правом на личную безопасность и фактическим отказом в праве на обжалование решения. Британское правительство использует этот метод, поскольку он сводит к минимуму ответственность и в большинстве случаев успешно удаляет человека с британской территории. В деле «К2 против Соединенного Королевства» (2017) ЕСПЧ постановил, что лишение гражданства может производится и в случае отсутствия лица на территории государства.
Исследователь Кристоф Паулюссен утверждает лишение гражданства в целях национальной безопасности не может быть необходимым и соразмерным актом. Лица, совершившие то же преступление, но не имеющих связей с иностранным государством, нельзя лишить гражданства. В то время как подвергшихся лишения гражданства за такое же преступление — можно. Эта двусмысленность нарушает принцип недискриминации и создает иерархию гражданства.
Решением Европейского суда по правам человека от 2020 года в деле «Усманов против Российской Федерации» было постановлено, что действия государства по лишению приобретённого гражданства являлись вмешательством в права человека, гарантированными Конвенцией о защите прав человека и основных свобод. Переехавший в Российскую Федерацию Усманов — гражданин Таджикистана получил гражданство вместе с женой и детьми, а спустя 10 лет после получения власти РФ установили факт предоставления неполной информации о близких родственниках Усманова и на этом основании аннулировали его гражданства и выдворили из страны.

## По странам

### Австралия
В Австралии предусмотрено лишение гражданство у лица с двойным гражданством в случае если он подозревается в террористической деятельности.

### В странах Европы
29 государств континента ратифицировали Европейскую конвенцию о гражданстве. При этом на национальном уровне существуют различные подходы по лишению государством лица его гражданство. Среди основных причин можно выделить:
- получение гражданства путём мошенничества (наиболее распространённый вид лишения гражданства; применяется в 30 европейских государствах).
- приобретение гражданства другой страны (Австрии, Германии, Ирландии, Испании, Латвии, Литве, Нидерландах, Норвегии, Словакии, Эстонии, Ирландия, Латвия).
- проживание за рубежом на постоянной основе (Бельгия, Кипр, Дания, Финляндия, Франция, Исландия, Ирландия, Нидерланды, Норвегия, Испания, Швеция, Швейцария, Мальта).
- добровольная служба в иностранной армии (Австрии, Германии, Испании, Нидерландах, Латвии, Литве, Молдавии, Румынии, Франции, Эстонии).
- добровольная служба на иностранной государственной службе (Дании, Греции, Испании, Италии, Латвии, Литвы, Словении, Турции, Франции).
- работа на иностранную разведку, терроризм, участие в незаконных вооруженных формированиях (Бельгия, Болгария, Великобритания, Дания, Ирландия, Испания, Кипр, Литва, Мальта, Молдова, Румыния, Словения, Франция, Швейцария, Эстония).
- в случае усыновления иностранным гражданином (Бельгия, Германия, Люксембург, Молдова, Нидерланды, Норвегия, Финляндия, Швейцария).
- в случае выхода из гражданства родителей это может служить основанием для лишения гражданства их несовершеннолетних детей (Австрия, Бельгия, Болгария, Германия, Греция, Дания).

#### Великобритания
В 1981 году был принят «Закон о британском гражданстве», предоставляющий право Хоум-офису лишать гражданства в случае если это «работает на общественное благо». По этому закону были лишены британского гражданства Джек Леттс и Шамима Бегум (за участие в террористической деятельности), а также агент российской разведки Анна Чапман.

### СССР
На протяжении всей истории советские власти применяли практику лишения гражданства как средство борьбы с инакомыслящими. Зачастую лишение гражданства сопровождалось выдворением из СССР. На начальном этапе существования СССР применял массовый подход к лишению гражданства, распространив его на бывших подданных Российской империи, покинувших родину без разрешения советских органов. В дальнейшем лишение гражданства применялось индивидуально и касалось в основном диссидентов.
Впервые вопрос лишения гражданства был поднят советской властью в постановление ВЦИК от 1918 года, где предусматривалось лишение гражданства за дезертирство из рядов Красной Армии. В 1921 году в декретах «О лишении прав гражданства некоторых категорий лиц, находящихся за границей» допускалось лишение гражданства за длительное проживание за рубежом и не получение необходимых советских документов, что трактовалось как «утрата связи с родиной». В 1931 году положение о гражданстве разрешило союзными республиками самостоятельно проводить процедуру лишения гражданства без утверждения в ЦИК СССР. Закон о гражданстве 1938 года передал право лишать гражданство на уровне союзных органов и не предусматривал чёткого перечня причин для лишения гражданства, передавая решение вопроса на «усмотрение компетентных органов».
Закон о гражданстве СССР 1978 года имел размытую формулировку оснований для лишения гражданства, где указывалось что ими являются «действия, порочащие высокое звание гражданина СССР и наносящие ущерб престижу или государственной безопасности СССР». Последний советский закон о гражданстве от 1990 года закреплял лишение гражданства лишь проживающих за рубежом или в качестве наказания за тяжкое преступление.

### На постсоветском пространстве

#### Белоруссия
Гражданства Белоруссии можно лишить при наличии двойного гражданства в случае если лицо занималось террористической деятельностью, разжиганием национальной розни, совершило государственную измену или участвовало в массовых беспорядках. В 2023 году Президент Александр Лукашенко подписал поправки к закону «О гражданстве», предполагающие возможность лишения гражданства осуждённых за осуществление «экстремистской деятельности» или за «нанесение тяжкого вреда» интересам Республики Беларусь.

#### Азербайджан
С 2015 года Азербайджан применяет автоматическое лишение гражданства за террористическую деятельность и деятельность во враждебных религиозных течениях, а также за создание вооруженных религиозных группировок.

#### Молдавия
В 2022 году Президент Молдавии Майя Санду объявила о том, что граждане Молдавии, участвующие на стороне России во вторжении на Украину могут быть лишены гражданства Молдавии.

#### Российская Федерация
Норма о недопустимости лишения гражданства была закреплена в законе о гражданстве 1991 года (пункт 2 статья 1). В 1993 году эта норма была закреплена в Конституции Российской Федерации (часть 3 статьи 6).
В 2002 году Народное Собрание Республики Дагестан внесло в Государственную думу законопроект, предусматривающий лишение российского гражданства для лиц, уезжающих за рубеж и принимающих участие в террористической деятельности.
18 апреля 2023 года Госдума приняла поправку к закону «О гражданстве России», предусматривающие лишение приобретённого гражданства за дискредитацию армии, призывы к экстремизму, дезертирство и посягательство на жизнь государственного деятеля. 28 апреля 2023 года закон подписал президент РФ Владимир Путин.

#### Казахстан
Принятая в 1995 году Конституция Казахстана провозгласила, что «гражданин Республики ни при каких условиях не может быть лишен гражданства». В 2017 году основной закон страны был дополнен уточнением о том, что «лишение гражданства допускается лишь по решению суда за совершение террористических преступлений, а также за причинение иного тяжкого вреда жизненно важным интересам Республики Казахстан». В соответствии с этим были внесены дополнения в Уголовный кодекс Республики Казахстан, где устанавливалось лишение гражданства за терроризм, геноцид, сепаратистскую деятельность и участие в экстремистской группировке.

#### Украина
Конституция Украины, принятая в 1996 году, указывает, что «гражданин Украины не может быть лишен гражданства». При этом основанием для потери гражданства Украины являются:
- добровольное получение гражданства другой страны;
- получение гражданства в результате обмана, представления ложных данных или фальшивых документов;
- добровольное вступление на военную службу иностранного государства.

Вопросами лишения гражданства занимается Комиссия при Президенте Украины по вопросам гражданства, которая принимает решения основе данных Государственной миграционной службы или дипломатических представительств.
Во время президентства Петра Порошенко гражданства были лишены политики Михаил Саакашвили (из-за предоставления фальшивых данных) и Андрей Артёменко (из-за наличия гражданства Канады). С приходом к власти Владимира Зеленского, критиковавшем практику лишения гражданства политических оппонентов, он вернул гражданство Саакашвили. В апреле 2021 года были лишены гражданства Украины подозреваемые в контрабанде Вадим Альперин, Араик Амирханян и Александр Еримичук — имеющие паспорта иностранных государств. Во время вторжения России на Украину гражданства были лишены подозреваемые в государственной измене парламентарии — Виктор Медведчук, Тарас Козак, Ренат Кузьмин и Андрей Деркач.

### США
Гражданство США можно лишиться по следующим причинам:
- в случае получения гражданства путём обмана;
- служба в вооружённых силах иностранного государства;
- государственная измена или тяжкое преступление;
- вступление в террористическую организацию или в коммунистическую партию спустя пять лет после получения гражданства США.

По данным исследовательского проекта Free Movement days, с 2006 по 2020 год США лишили своего гражданства 460 человек: 175 по соображениям национальной безопасности и 289 человек в связи с приобретением гражданство путём обмана.

#### Книги
- Akram, Susan M. Palestinian Nationality and “Jewish” Nationality: From the Lausanne Treaty to Today // Rethinking Statehood in Palestine :  [англ.]. — University of California Press, 2021. — ISBN 978-0-520-38563-4.
- Belton, Kristy A. Statelessness in the Caribbean: The Paradox of Belonging in a Postnational World :  [англ.]. — University of Pennsylvania Press, 2017. — ISBN 978-0-8122-9432-3.
- Brubaker, Rogers. Citizenship and Nationhood in France and Germany :  [англ.]. — Harvard University Press, 1998. — ISBN 978-0-674-25299-8.
- FitzGerald, David Scott. The History of Racialized Citizenship // The Oxford Handbook of Citizenship :  [англ.]. — Oxford University Press, 2017. — ISBN 978-0-19-880585-4.
- Iordachi, Constantin. Liberalism, Constitutional Nationalism, and Minorities: The Making of Romanian Citizenship, c. 1750–1918 :  [англ.]. — Brill, 2019. — ISBN 978-90-04-40111-2.
- Gibney, Matthew J. Denationalization // The Oxford Handbook of Citizenship :  [англ.]. — Oxford University Press, 2017. — ISBN 978-0-19-880585-4.
- Kraut, Julia Rose. Threat of Dissent: A History of Ideological Exclusion and Deportation in the United States :  [англ.]. — Harvard University Press, 2020. — ISBN 978-0-674-97606-1.
- Lohr, Eric. Russian Citizenship: From Empire to Soviet Union :  [англ.]. — Harvard University Press, 2012. — ISBN 978-0-674-06780-6.
- Mantu, Sandra. Contingent Citizenship: The Law and Practice of Citizenship Deprivation in International, European and National Perspectives :  [англ.]. — Brill, 2015. — ISBN 978-90-04-29300-7.
- Mays, Devi. Forging Ties, Forging Passports: Migration and the Modern Sephardi Diaspora :  [англ.]. — Stanford University Press, 2020. — ISBN 978-1-5036-1321-8.
- McGarry, John. Institutional and Policy Basis of Ethnic Domination // Political Participation of Minorities: A Commentary on International Standards and Practice :  [англ.]. — Oxford University Press, 2010. — ISBN 978-0-19-956998-4.
- Rangelov, Iavor. Nationalism and the Rule of Law: Lessons from the Balkans and Beyond :  [англ.]. — Cambridge University Press, 2014. — ISBN 978-1-107-01219-6.
- Sharma, Nandita. Home Rule: National Sovereignty and the Separation of Natives and Migrants :  [англ.]. — Duke University Press, 2020. — ISBN 978-1-4780-0245-1.
- Siegelberg, Mira L. Statelessness: A Modern History :  [англ.]. — Harvard University Press, 2019. — ISBN 978-0-674-24051-3.
- Sorkin, David. Jewish Emancipation: A History Across Five Centuries :  [англ.]. — Princeton University Press, 2019. — ISBN 978-0-691-16494-6.
- Zalc, Claire. Denaturalized: How Thousands Lost Their Citizenship and Lives in Vichy France :  [англ.]. — Harvard University Press, 2021. — ISBN 978-0-674-98771-5.

#### Статьи
- Biner, Zerrin Özlem (2011). Multiple imaginations of the state: understanding a mobile conflict about justice and accountability from the perspective of Assyrian–Syriac communities. Citizenship Studies. 15 (3–4): 367–379. doi:10.1080/13621025.2011.564789. S2CID 144086552.
- Bolhuis, Maarten P.; van Wijk, Joris (2020). Citizenship Deprivation as a Counterterrorism Measure in Europe; Possible Follow-Up Scenarios, Human Rights Infringements and the Effect on Counterterrorism. European Journal of Migration and Law. 22 (3): 338–365. doi:10.1163/15718166-12340079. ISSN 1388-364X. S2CID 228966461.
- Bücken, Luca; de Groot, René (2018). Deprivation of nationality under article 8 (3) of the 1961 Convention on the reduction of statelessness. Maastricht Journal of European and Comparative Law. 25 (1): 38–51. doi:10.1177/1023263X17754036. S2CID 158833491.
- Breitman, Richard. U.S. intelligence and the Nazis. — Cambridge : Cambridge University Press, 2005. — ISBN 978-0-521-85268-5.
- Caglioti, Daniela L. (2017). Subjects, Citizens, and Aliens in a Time of Upheaval: Naturalizing and Denaturalizing in Europe during the First World War. The Journal of Modern History. 89 (3): 495–530. doi:10.1086/693113. S2CID 149124480.
- Dean, Martin (2002). The Development and Implementation of Nazi Denaturalization and Confiscation Policy up to the Eleventh Decree to the Reich Citizenship Law. Holocaust and Genocide Studies. 16 (2): 217–242. doi:10.1093/hgs/16.2.217.
- Frankl, Michal (2014). Prejudiced Asylum: Czechoslovak Refugee Policy, 1918–60. Journal of Contemporary History. 49 (3): 537–555. doi:10.1177/0022009414528260. ISSN 1461-7250.
- Liebisch-Gümüş, Carolin (2020). Embedded Turkification: Nation Building and Violence within the Framework of the League of Nations 1919–1937. International Journal of Middle East Studies (англ.). 52 (2): 229–244. doi:10.1017/S0020743819000904. ISSN 0020-7438. S2CID 219102286.
- Macklin, Audrey (2014). Citizenship Revocation, the Privilege to Have Rights and the Production of the Alien. Queen's Law Journal. 40: 1.
- Macklin, Audrey (2021). A Brief History of the Brief History of Citizenship Revocation in Canada. Manitoba Law Journal (англ.). 44 (1).
- McGarry, John (1998). 'Demographic engineering': the state-directed movement of ethnic groups as a technique of conflict regulation. Ethnic and Racial Studies. 21 (4): 613–638. doi:10.1080/014198798329793.
- Paulussen, Christophe (2021). Stripping foreign fighters of their citizenship: International human rights and humanitarian law considerations. International Review of the Red Cross (англ.). 103 (916–917): 605–618. doi:10.1017/S1816383121000278. ISSN 1816-3831. S2CID 239635972.
- Said, Wadie E. (2021). The Destabilizing Effect of Terrorism in the International Human Rights Regime. UCLA Law Review. 67: 1800–.
- Tripkovic, Milena (2021). Transcending the boundaries of punishment: On the nature of citizenship deprivation. The British Journal of Criminology. 61 (4): 1044–1065. doi:10.1093/bjc/azaa085.
- Troy, Deirdre (2019). Governing imperial citizenship: a historical account of citizenship revocation. Citizenship Studies. 23 (4): 304–319. doi:10.1080/13621025.2019.1616447. S2CID 182477566.
- Weil, Patrick; Handler, Nicholas (2018). Revocation of Citizenship and Rule of Law: How Judicial Review Defeated Britain's First Denaturalization Regime (PDF). Law and History Review. 36 (2): 295–354. doi:10.1017/S0738248018000019. S2CID 149657234.
- Zahra, Tara (2017). "Condemned to Rootlessness and Unable to Budge": Roma, Migration Panics, and Internment in the Habsburg Empire. The American Historical Review. 122 (3): 702–726. doi:10.1093/ahr/122.3.702.
- Zedner, Lucia (2016). Citizenship Deprivation, Security and Human Rights. European Journal of Migration and Law (англ.). 18 (2): 222–242. doi:10.1163/15718166-12342100. ISSN 1388-364X. S2CID 148301985.

#### Отчёты
- Feigin, Judy;   , Richard, Mark M, ed. Striving for Accountability in the Aftermath of the Holocaust. The Office of Special Investigations (2006).
- Institute on Statelessness and Inclusion (ISI) (2020). Principles on Deprivation of Nationality as a Security Measure (Report). Дата обращения: 5 мая 2022.